# Sâdegh Rouhâni
 (mai 2011).
Si vous disposez d'ouvrages ou d'articles de référence ou si vous connaissez des sites web de qualité traitant du thème abordé ici, merci de compléter l'article en donnant les références utiles à sa vérifiabilité et en les liant à la section « Notes et références ».
 (mai 2011).
Le contenu est difficilement compréhensible vu les erreurs de traduction, qui sont peut-être dues à l'utilisation d'un logiciel de traduction automatique.
Pour les articles homonymes, voir Rouhani.
Sayed Mohammad Sâdegh Hussaini Rouhâni, né le 16 juillet 1926 à Qom et mort le 16 décembre 2022, est un marja chiite iranien.

## Biographie
Sayed Mohammad Sâdegh Hussaini Rouhâni est né dans la ville de Qom en Iran au cours de Muharram 1345 AH, équivalent à 1305 HS (Hijri solaire, aussi connu comme le calendrier iranien) ou l'été de 1926 AD.

### Parents
Son père, Mahmoud Rouhâni, a été un professeur renommé dans le monde islamique séminaire de Qom en Iran. Il est né en l'année 1307 AH.
Il a déménagé à Najaf en Irak dans l'année 1330 AH pour étudier sous Sayed Abul Hasan Esfahani et Mirza Na'eni. Il a également étudié pendant un certain temps sous Hussain Tabatabai Qummi dans la ville de Mashad, en Iran. Il déménage ensuite à la République islamique séminaire de Qom, en Iran. Certains croient que c'est lui qui a réussi à convaincre Abdulkarim Haeri pour passer à la ville de Qom pour commencer l'enseignement des études islamiques. Il est considéré par certains comme étant l'un des étudiants les plus exceptionnels de Haeri.
Mahmoud Rouhâni est décédé le 18 Shaban 1381 AH après une longue période de maladie. Quand les nouvelles de sa mort s'est étendue, la ville de Qom, y compris les marchés, les établissements d'enseignement et les bureaux, fermés par une reconnaissance de la perte d'une grande figure.
Sa mère est une descendante directe de l'imam Hassan, le premier petit-fils du prophète Mahomet, et la fille de Sayed Ahmad Qummi Tabatabai, qui a passé de nombreuses années conduisant la prière dans la cour du sanctuaire de Hazrate Masuma.
Après que son père est décédé, Sayed Sâdegh Rouhâni passé de nombreuses années conduisant la prière en commun dans la mosquée alors également répondre aux questions des gens religieux et de les aider dans leurs affaires. Parmi les choses Sayed Sâdegh Rouhâni a été impliqué dans aidaient Kashani dans la nationalisation du pétrole iranien, s'opposant à Reza Shah en interdisant le hijab (modestes vêtements islamiques), invitant et s'efforce de mettre Haeri à Qom, en posant les fondations pour l'enseignement Haeri et l'assiste, et d'aider à la fondation du Séminaire islamique de Qom.

### Mise en résidence surveillée
Dans la 1364e année du calendrier iranien, Hussain Ali Montazeri a été choisi comme le chef suprême par l'Assemblée des experts, à laquelle Sayed Sâdegh Rouhâni s'oppose et pour cette raison a été placé en résidence surveillée à Qom en Iran pour une période de 15 ans.

## Qualifications et enseignements
Sayed Sâdegh Rouhâni a commencé sa carrière d'enseignant dans la ville de Qom, avec son père enseignant la grammaire arabe. Puis, en 1355 AH à l'âge de 10 ans, il a voyagé avec son frère aîné à l'étude dans le cadre du universitaires de renom du Séminaire islamique de Najaf, résister à beaucoup d'ennuis et de difficultés sur le chemin. En raison de son intelligence exceptionnelle, un talent extraordinaire et un vif intérêt dans les sujets, il a été en mesure de compléter les études élémentaires (appelé Sat'h) en une seule année, plutôt que les nombreuses années habituellement exigé. Après avoir été examiné par Khoei, il a commencé ses études supérieures islamiques (appelé Dars'e Kharej) de « Fiqh » et « Jurisprudence » à l'âge de 11 ans. L'acceptation d'une fillette de 11 ans pour étudier les hautes études islamiques de « Fiqh » et « Jurisprudence », surtout en compagnie d'étudiants beaucoup plus âgés qui avaient passé de nombreuses années plus étudiant, a été une agréable surprise pour les étudiants et les enseignants.
Zaade Milani raconte :
" Khoei dit à mon père l'ayatollah al-Milani Udhma: Je suis fier de l'Organisation islamique pour séminaire, dans lequel une études 11 ans, étudiant aux côtés des étudiants plus âgés et les érudits, et avec eux lit le Makaseb et comprend le contenu de la Makaseb mieux que eux et ensuite d'autres analyses qu'il[pas clair] "[réf. nécessaire].
Le livre de Makaaseb est compilé par le cheikh Ansari et est enseigné dans les séminaires islamiques. Il est l'un des livres les plus importants et difficiles enseignée dans les séminaires islamiques et de la compréhension d'un tel livre nécessite beaucoup de talent.

### Les enseignants
Rouhâni a étudié dans certaines des plus célèbres et les plus savants religieux et les juristes. Parmi ces enseignants ont été :
- Shirazi Kadhim (1290-1367)
- Mohammad Hussain Esfahani, également connu sous le nom Kompani (né en 1361)
- Mohammad Ali Kadhimi
- Sayed Hassan Abul Esfahani (1284-1345)
- Mohammad Reza Yasin A'le
- Sayed Abul Qasim Khoei (1317-1413)
- Sayed Mohammad Hussain Tabatabaei Boroujerdi (1292-1380)

### Enseignements
Après des études de « Jurisprudence » et « Fiqh » en vertu de Khoei pendant un certain temps, Rouhâni serait enseigner la matière à d'autres élèves et leurs pairs.
Dans l'année 1360 AH, quand Sâdegh Rouhâni n'avait que 15 ans, Khoei a écrit une lettre à la louange de Rouhâni. La lettre, écrite de la main de l'ayatollah Khoei, pouvant être consultée sur le site de l'ayatollah Rouhâni. À l'âge de 14 ans, Sâdegh Rouhâni a atteint le niveau de ijtehad, c'est-à-dire qu'il est devenu admissible à émettre des décrets religieux. Plusieurs des Maraje Grand '(les principales sources d'émulation) au moment de son approbation ijtehad et la source de ce qui peut être consulté sur le site ayatollah Rouhâni.
Vers la fin de 1329 (calendrier iranien), il est entré Qom et au début de l'année 1330 (calendrier iranien) a commencé à enseigner "Fiqh" et "Jurisprudence" dans la cour du sanctuaire de Hazrate Masuma. Pendant plus d'un demi-siècle, il a enseigné les études islamiques chiites.

## Agissant comme une source d'émulation (juriste religieux - Ayatollah)
Après avoir quitté le Séminaire islamique de Najaf, il commence à enseigner les études supérieures islamiques de « Fiqh » et « Jurisprudence » dans le Séminaire islamique de Qom et a commencé à travailler sur son livre célèbre, Fiqh al-Sâdegh. Après la mort de Boroujerdi, les professeurs du Séminaire islamique de Qom l'ont encouragé à écrire une « Tawzeeh ul-Masaa'el » (livre de la loi islamique) en raison de ses connaissances affiché dans son livre Fiqh al-Sâdegh. Selon la bibliothèque nationale d'Iran, la première édition de son Tawzeeh ul-Masaa'el a été publié en 1340 (calendrier iranien).
Il résidait à Qom en Iran

## Publications

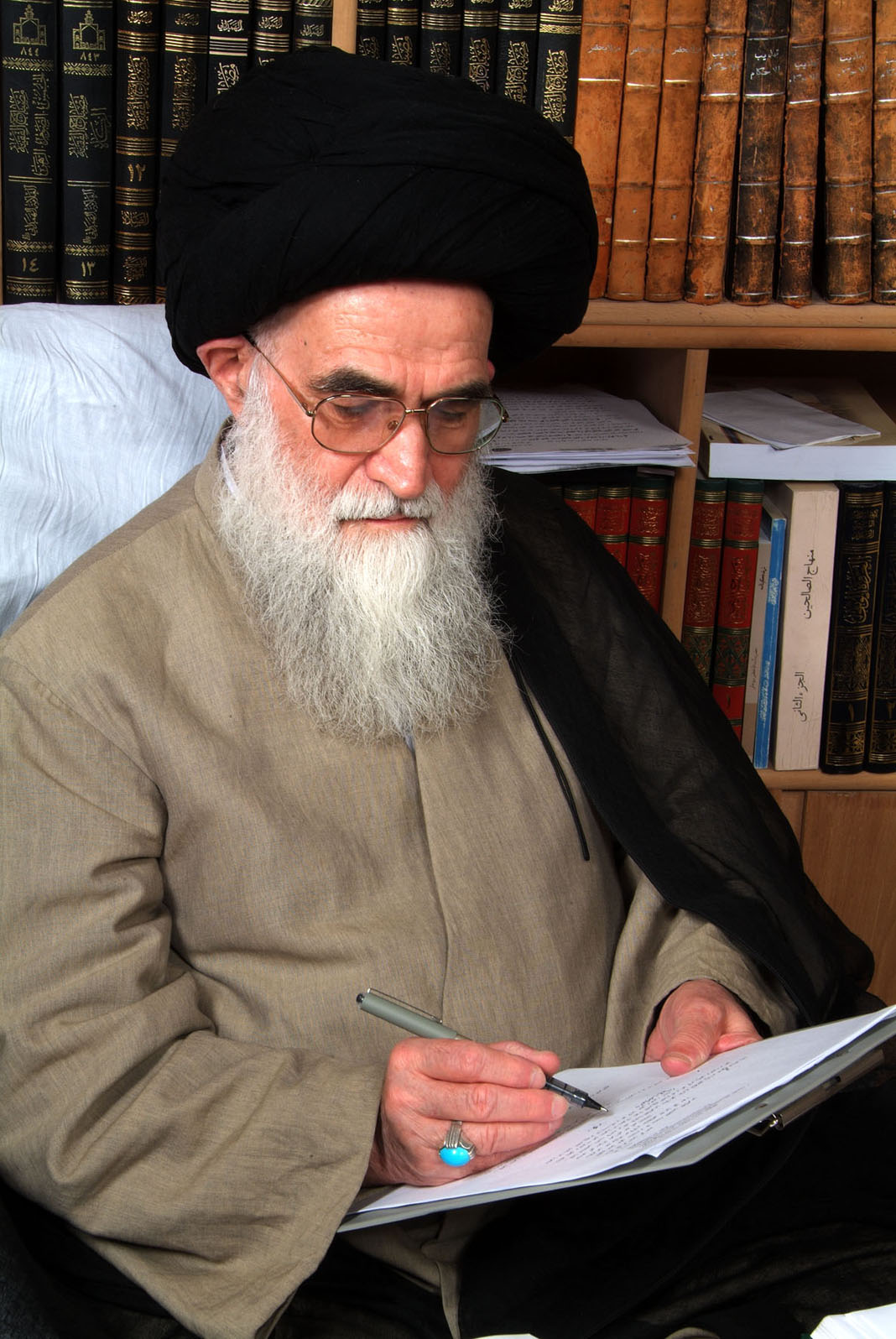
Sâdegh Rouhâni en 2006.

- Fiqh al-Sâdegh (arabe), 41 volumes et plus de 20 000 pages
- Zobdat al-Usool (arabe), 6 volumes
- Minhaj al-Fuqaha (arabe), 6 volumes
- Al-Masaa'el al-Mostahdetha (arabe)
- Ta'leeq bar Minhaj al-Saleheen (arabe), 3 volumes
- Ta'leeq bar Urwatol Wothqaa (arabe), 2 volumes
- Ta'leeq bar Waseelat an-Najaat (arabe)
- Resaaleh dar lebaas'e mashkook (arabe)
- Resaaleh dar Qaa'edat Laa Dharar (arabe)
- al-Jabr wa al-Ikhtiyar (arabe)
- Resaaleh dar Qor'eh (arabe)
- Manaasek al-Hajj (arabe)
- Al-Masaa'el al-Montakheba (arabe)
- Resaaleh dar Fourou al-Elm al-Ejmaali (arabe)
- al-Ijtehad wa al-Taqlid (arabe)
- al-Qawaa'ed al-Thalaatha (arabe)
- Sharh Manaasek al-Hajj wa al-Umra (arabe)
- Ajoube al-Masaa'el al-E'teqaadiyyeh (arabe)
- Al-Liqaa' el-Khaas - Esteftaa'aat (arabe)
- Resaaleh Tawzeeh ul-Masaa'el (en persan et en ourdou)
- Tahqeeqee dar mawrede Jabr va Ekhtiyar (persan)
- Nezaam'e Hokoomat dar Islam (persan, turc, ourdou)
- Manaasek al-Hajj (persan)
- Montakhab al-Ahkam (persan)
- Esteftaa'aat Quwe Qadhaa'eeyeh wa mo'a'sese hoqooqee vokalaa'ye baynol-Melal (persan)
- Ahkam'e Feqhi masaa'ele rooz (persan)
- Esteftaa'aat (islamique Questions et réponses) (en persan), 8 volumes
- Alf So'aal wa Jawaab (arabe)
- Ajwebah al-Masaa'el (arabe)
- al-Taqlid wa al-Aqa'ed (arabe)
- Al-Tahaara (arabe)
- Fadhaa'il va Masaa'eb va Hazrate Zahra (persan et arabe)
- Aashura va Qiyam'e Imam Hussain (persan et arabe)